# Meissa
Meissa (Lambda Orionis, λ Ori) – gwiazda położona w gwiazdozbiorze Oriona (wielkość gwiazdowa: 3,39m). Odległa od Słońca o ok. 1060 lat świetlnych.
Gwiazda ta należy do gromady Collinder 69.

## Nazwa
Gwiazda nosi tradycyjną nazwę Meissa, która wcześniej odnosiła się do Gamma Geminorum, ale została omyłkowo przypisana tej gwieździe i się przyjęła. Nazwa wywodzi się z arabskiego ‏المیسان‎ al Maisān, „dumnie maszerująca”. Inna, starsza nazwa Heka wywodzi się od ‏الهقعة‎ al Haḳʽah, „biała plamka”, co wiązało się z optyczną bliskością słabszych gwiazd φ¹ i φ² Ori. Międzynarodowa Unia Astronomiczna zatwierdziła użycie nazwy Meissa dla określenia tej gwiazdy.

## Właściwości fizyczne
Meissa jest układem podwójnym. Główny składnik Lambda Orionis A ma absolutną wielkość gwiazdową −4,16m. Należy do typu widmowego O8 III (zob. diagram Hertzsprunga-Russella). Temperatura jej powierzchni wynosi ok. 30 000 K.
W odległości 4,4 sekundy łuku od składnika A znajduje się Lambda Orionis B, której jasność obserwowana to 5,61m, a absolutna −1,94m. Jest to błękitno-biały karzeł o typie widmowym B0,5 V i temperaturze na powierzchni przekraczającej 20 000 K.